# Jessica Golebiewski
Jessica Golebiewski (* 13. September 1991 in Bremerhaven) ist eine deutsche Fußballspielerin.

## Karriere
Über die Stationen SC Bremerhaven, Sparta Bremerhaven und SFL Bremerhaven wechselte Golebiewski im Sommer 2009 zu Werder Bremen in die 2. Bundesliga Nord. Die Spielzeit 2014/15 schloss sie mit der Mannschaft auf Tabellenrang zwei ab, stieg aufgrund des Verzichts von Meister 1. FC Lübars aber in die Bundesliga auf. Ihr Debüt in der Bundesliga feierte sie am 17. April 2016 (18. Spieltag) beim 1:0-Heimerfolg gegen den SC Sand, als sie in der 80. Minute für Cindy König eingewechselt wurden. Auch in den verbleibenden vier Saisonspielen kam sie zum Einsatz, konnte den Abstieg Werders als Tabellenvorletzter aber nicht mehr verhindern. 2017 gelang ihr mit der Mannschaft als Meister der 2. Bundesliga Nord jedoch der sofortige Wiederaufstieg in die Bundesliga.

## Erfolge
- Aufstieg in die Bundesliga 2015 und 2017 (mit Werder Bremen)